# Reidar Kvammen
Reidar Kvammen (Stavanger 23 de julho de 1914 — Oslo, 27 de outubro de 1998) foi um futebolista e treinador norueguês que atuava como meia campista, medalhista olímpico. 

## Carreira
Defendeu somente um clube em sua carreira o Viking Fotballklubb onde atuou por vinte anos de sua carreira de 1932 até 1952 ano em  que se aposentou.

### Seleção nacional
Reidar Kvammen fez parte do elenco medalha de bronze, nos Jogos Olímpicos de 1936. Foi titular pela Seleção Norueguesa de Futebol na Copa do Mundo FIFA de 1938 atuando por mais de 10 anos na seleção.

## Ligações Externas
- Perfil em Databaseolympics